# Lissonota spilocephala
Lissonota spilocephala là một loài tò vò trong họ Ichneumonidae.